# Christoph Sandmann
Christoph Sandmann est un meneur allemand spécialisé en attelage à quatre chevaux. Régulièrement sur les podiums nationaux et internationaux, il a notamment été champion du monde par équipe lors des Jeux équestres mondiaux de 1994 et de 2006, ainsi que vice-champion du monde par équipe lors des championnats du monde de 2012 et lors des Jeux équestres mondiaux de 2014,.